# Скавінкі
Скавінкі (пол. Skawinki) — село в Польщі, у гміні Лянцкорона Вадовицького повіту Малопольського воєводства.
Населення — 1100 осіб (2011).

## Історія
У 1975-1998 роках село належало до Бельського воєводства, підпорядковувалося районній адміністрації у Вадовицях.

## Демографія
Демографічна структура станом на 31 березня 2011 року:
|          | Загалом | Допрацездатний вік | Працездатний вік | Постпрацездатний вік |
| -------- | ------- | ------------------ | ---------------- | -------------------- |
| Чоловіки | 547     | 127                | 374              | 46                   |
| Жінки    | 553     | 144                | 319              | 90                   |
| Разом    | 1100    | 271                | 693              | 136                  |